# Cuaespinós de Bolívia
El cuaespinós de Bolívia (Cranioleuca henricae) és una espècie d'ocell pertanyent a la família Furnariidae, el qual fou descobert per a la ciència l'any 1993.

## Descripció
- Fa 14,5 cm de llargària total.
- Les potes i els peus són de color groc i oliva.
- Bec rosenc.
- El seu cant es compon de cançons curtes i llargues que tenen una durada de fins a 13,5 segons.[3]

## Hàbitat
Viu al sotabosc dels boscos situats entre 1.800 i 3.300 m d'altitud.

## Distribució geogràfica
És un endemisme de les valls àrides dels vessants orientals dels Andes, a l'oest de Bolívia (Cochabamba i La Paz).

## Estat de conservació
Hom calcula que n'hi ha només entre 1.000 i 2.499 exemplars repartits en una àrea de 3.000 km². Les seues principals amenaces són la destrucció i degradació del seu hàbitat, la tala d'arbres per obtindre'n llenya, el incendis, la sobrepastura de les cabres, la desaparició de la flora local i les plantacions d'eucaliptus.